# Vojislav Simić
Vojislav Simić (serbisch-kyrillisch Војислав Симић, genannt Bubiša; * 18. März 1924 in Belgrad, Jugoslawien) ist ein serbischer Bigband-Leader, Arrangeur und Jazz-Komponist.

## Leben
Simić studierte an der Musikakademie Belgrad Komposition bei Stanojlo Rajičić und Dirigieren bei Predrag Milošević. 1946 gründete er das Amateur-Jazz-Orchester Dinamo.
Von 1953 bis 1985 leitete er das Jazz-Orchester von Radiotelevizija Beograd. Mit diesem trat er auch in verschiedenen europäischen Ländern auf, so unter anderem 1960 beim Jazz à Juan in Frankreich, wo er mit seinem Stück Pozdrav Countu Basieu (Gruß an Count Basie) den 1. Preis in der Kategorie Komposition gewann.
Sein Stil wird als lässig und von Count Basie beeinflusst beschrieben, er integrierte aber auch Motive aus der Volksmusik des Balkans in manche seiner Kompositionen, so z. B. in Igra pod Šar-planinom (Tanz unter dem Šar Planina, 1962). Neben Jazz betätigte er sich auch in anderen musikalischen Genres wie z. B. Musical, sinfonischer Musik, Chorstücken und Kinderliedern. Er war regelmäßig Gastdirigent am Belgrader Terazije-Theater und beim Sinfonieorchester der Jugoslawischen Volksarmee. Als Arrangeur war er auch an Schlager-Produktionen beispielsweise mit Predrag Gojković Cune und Lola Novaković beteiligt.
Er war zeitweise Vorsitzender des Vereins serbischer Komponisten.
Am 18. März 2024 feierte er seinen 100. Geburtstag.

## Diskographische Hinweise

### Wirken als Bandleader
- Orkestri Ilije Genića i Vojislava Simića: Plesna Glazba (Ritam I Melodija) (Die Orchester von Ilija Genić und Vojislav Simić: Tanzmusik (Rhythmus und Melodie)), 1958, Jugoton LPY-15 (darauf u. a. Simićs Komposition U Vedrom Raspoloženju)
- Jazz Orkestar Radio-Televizije Beograd, 1963, PGP RTB LPV-4200 (darauf u. a. Simićs Kompositionen Pozdrav Countu Basieu, Balada za bariton saksafon und Igra pod Šar-planinom)
- Jazz Orkestar Radio-Televizije Beograd, 1978, Doppel-LP PGP RTB LPV-4203/4204 (darauf u. a. Simićs Kompositionen Svadbena igra kraj Bistrice und Vilenjak i Vila)
- Jazz Orkestar Radio-Televizije Beograd, Muzika moje mladosti – Evergreen, 1984, PGP RTB 2121549

### Wirken als Arrangeur
- Dusko Goykovich, Adio – Easy Listening Music, 1983, PGP RTB 2121026 (darauf u. a. Simićs Komposition Vals Za Andreu)

### Wirken als Chorleiter
- Seniorenchor des KUD „Branko Krsmanović“, Himne i solunske pesme, 1991, PGP RTB 202487

## Buchveröffentlichungen
- Veselo putovanje. Sa džez orkestrom RTV Beograd po belom svetu (Fröhliche Reisen. Mit dem Jazz-Orchester von RTV Belgrad um die Welt), Autobiographie, 2006, ISBN 978-86-81733-36-3
- Sentimentalno putovanje (Sentimentale Reisen), Autobiographie, 2011, ISBN 9788671023863